# Dong Dong
Pour les articles homonymes, voir Dong.
Dong Dong (né le 13 avril 1989 à Zhengzhou) est un gymnaste trampoliniste chinois. 

## Palmarès

### Jeux olympiques
- Pékin 2008
  -  Médaille de bronze au trampoline.

- Londres 2012
  -  Médaille d'or au trampoline.

- Rio 2016
  -  Médaille d'argent au trampoline[1].
- Tokyo 2021
  -  Médaille d'argent au trampoline.

### Jeux mondiaux
- Jeux mondiaux 2013
  -  Médaille d'or en trampoline synchronisé, avec Tu Xiao.